# Thomas Deelmann
Thomas Deelmann ist ein deutscher Wirtschaftswissenschaftler und Hochschullehrer. Er ist Dozent an der Hochschule für Polizei und öffentliche Verwaltung Nordrhein-Westfalen (HSPV NRW; bis Ende 2019: Fachhochschule für öffentliche Verwaltung Nordrhein-Westfalen, FHöV NRW) in Köln. Dort ist er seit 2017 Professor für Verwaltungsmanagement und Organisation. Von 2012 bis 2016 war er Professor für Corporate Management und Consulting an der privaten Fachhochschule Business and Information Technology School (BiTS) in Iserlohn.

## Veröffentlichungen (Auswahl)
- Verwaltungsberatung – Leitfaden für Consultants und Behörden, Erich Schmidt Verlag, Berlin 2023, ISBN 978-3-503-21293-4.
- Die Berater-Republik - Wie Consultants Milliarden an Staat und Unternehmen verdienen, FinanzBuch Verlag, München 2023, ISBN 978-3-95972-704-4.
- Strategisches Handeln in der öffentlichen Verwaltung – Einführung, Arbeitsprogramm, Schritt-für-Schritt-Anleitungen, 2. Aufl., Erich Schmidt Verlag, Berlin 2022, ISBN 978-3-503-21175-3.
- Die Berateraffäre im Verteidigungsministerium – Ausgangssituation, Aufarbeitung und Auswirkungen, Erich Schmidt Verlag, Berlin 2021, ISBN 978-3-503-20597-4.
- mit Andreas Krämer: Consulting – Ein Lehr-, Lern- und Lesebuch für die Unternehmensberatung, Erich Schmidt Verlag, Berlin 2020, ISBN 978-3-503-19516-9.
- Consulting und Digitalisierung. Chancen, Herausforderungen und Digitalisierungsstrategien für die Beratungsbranche, Springer Gabler, Wiesbaden 2019, ISBN 978-3-658-26118-4.
- Managementberatung in Deutschland. Grundlagen, Trends, Prognosen, Springer Gabler, Wiesbaden 2015, ISBN 978-3-658-08891-0.
- mit Dirk Michael Ockel (Hrsg.): Handbuch der Unternehmensberatung, Erich Schmidt Verlag, Berlin 2015 bis 2023 (25. bis 49. Ergänzungslieferung), ISBN 978-3-503-07846-2.
- Meilensteine und Trends der Betriebswirtschaft – Grundlagen, Geschichte und Geschichten der BWL, 2. Aufl., Erich Schmidt Verlag, Berlin 2014, ISBN 978-3-503-15803-4.
- mit Peter Loos, Michael Breitner (Hrsg.): IT-Beratung – Consulting zwischen Wissenschaft und Praxis, Logos, Berlin 2008, ISBN 978-3-8325-1818-9.
- Geschäftsmodellierung – Grundlagen, Konzeption und Integration, Logos, Berlin 2007, ISBN 978-3-8325-1441-9.
- mit Michael Mohe (Hrsg.): Selection and Evaluation of Consultants, Rainer Hampp, München/Mering 2006, ISBN 3-86618-077-2.
- mit Arnd Petmecky (Hrsg.): Arbeiten mit Managementberatern – Bausteine für eine erfolgreiche Zusammenarbeit, Springer, Berlin 2005, ISBN 3-540-22018-6.